# Allen Telescope Array
L'Allen Telescope Array, precedentemente conosciuto come One Hectare Telescope, è un radiotelescopio multiplo interferometrico situato nella contea di Shasta in California, frutto di una collaborazione tra il SETI e l'Università di Berkeley.
È intitolato a Paul Allen, cofondatore della Microsoft e principale finanziatore della realizzazione di questo progetto.
Entrato in funzione in ottobre 2007, è costituito attualmente da 42 paraboloidi di 6,10 metri di diametro, ampliato a fine 2010 con 350 elementi disposti su un'area di 1 km di diametro, funzionanti come un unico radiotelescopio interferometrico. A progetto ultimato, la sensibilità complessiva è diventata equivalente a quella di un radiotelescopio di 100 metri di diametro.
È stato progettato in particolare per tenere sotto osservazione migliaia di stelle alla ricerca di segnali extraterrestri, di potenza simile a quelli generati dal radiotelescopio di Arecibo. I ricercatori del SETI cercano segnali alieni nella cosiddetta "pozza dell'acqua": l'idea è nata da Frank Drake che quando si è trovato a immaginare quale frequenza potessero usare delle ipotetiche civiltà aliene ha subito pensato all'idrogeno, infatti questo è l'elemento più diffuso in natura e per questo è sinonimo di universale. L'idrogeno ha una frequenza elettromagnetica (come tutti gli elementi presenti nell'universo) che corrisponde a 1420,5 MHz. Da questa i ricercatori sono arrivati alla frequenza del radicale OH, ovvero 300 MHz più alta.
Il progetto è stato "congelato" nell'aprile 2011 a causa dei tagli di bilancio del governo USA e dell'Università di Berkeley, che hanno ridotto i finanziamenti a un decimo di quanto richiesto. Nell'agosto 2011, grazie all'aiuto di 2000 donatori privati (tra cui l'attrice Jodie Foster e l'astronauta dell'Apollo 8 William Anders), il progetto è ripartito.